# Valentin Alekseevič Morozov
Valentin Alekseevič Morozov (Nerčinsk, 9 agosto 1937) è un regista sovietico.

## Filmografia parziale

### Regista
- Šutite? (1971)
- Lavina (1975)